# لا إقحامات غربية

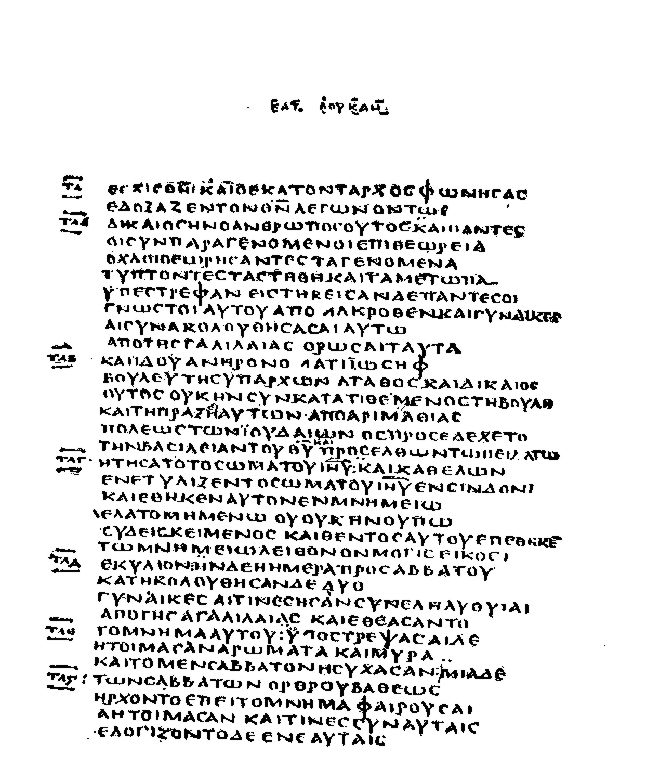

يشير مصطلح لا إقحامات غربية إلى كلمات وعبارات توجد في أنواع نصوص العهد الجديد غير الغربية. حيث يتصف النص الإسكندراني بحرفيته، بينما الغربي موسع ومعاد الصياغة في أماكن، والنص البيزنطي فيه مزايا من النصين السابقين. وبالرغم من هذا فالنص الغربي في أماكن محددة أقصر من النص الإسنكندراني، وقد سمى فنتن هورت كل هذه القراءات لا إقحامات غربية (أي أنها إضافات إلى النصوص غير الغربية). ومنذ القرن الثامن عشر فضل العلماء النص القصير، وكان هذا النص النص الموثوق لبروك وستكوت وفنتون هورت عندما طبعا كتاب العهد الجديد في اليونانية الأصلية سنة 1882، ففي كل الحالات تقريبا اتبع الكتاب النص الإسكندراني مع استثناء اللاإقحامات الغربية.

## مواقع خارجية
- The Western Non-Interpolations at the Encyclopedia of Textual Criticism